# Top Class
탑클래스는 2022년 리얼리티 서바이벌 프로그램이다. 이 프로그램은 2022년 6월 18일 TV5 네트워크를 통해 매주 토요일 오후 5시(PHT)에 방영되었다.
최종 라인업에 포함될 연습생들은 코너스톤 엔터테인먼트 산하 신인 보이그룹으로 데뷔한다.

## 배경
2022년 3월 1일, 쇼는 Cornerstone Entertainment, Kumu 및 TV5 네트워크와 파트너십을 맺을 것이라고 발표되었다. 3월 20일 쿠무 앱을 통해 오디션 프로그램이 오픈되었다.
코너스톤엔터테인먼트는 3월 9일 코너스톤이엔티 공식 유튜브 채널을 통해 기자간담회를 개최했다. 같은 날, 카트리오나 그레이가 차기 쇼의 호스트가 될 것이라고 발표되었다. 2022년 3월 28일, KZ 탄딩안이 보컬 멘토가 될 것이라고 발표했다. 2022년 4월 8일, 래퍼이자 작곡가인 샨티 도프가 쇼의 랩 멘토로 발표되었다. 마지막 멘토는 2022년 4월 20일 탑클래스 공식 SNS 계정을 통해 공개되었으며, 이번 공연의 댄스 멘토가 될 브라이언 푸스포스다.
2022년 4월 30일, 쇼의 오디션이 마감되었음을 알렸다.
2022년 5월 7일, 알비 카지노와 다카하시 유키이가 쇼의 메인 호스트로 카트리오나 그레이와 함께 쇼를 진행한다고 발표되었다.
2022년 6월 1일 탑클래스 공식 SNS에 쇼 공식 포스터가 게재됐다.
2022년 6월 6일 탑클래스 SNS 계정을 통해 1차 물량이 공개됐다. 다음 날 탑클래스의 SNS 계정에는 쇼의 미리보기 영상이 게재됐다. 같은 날 2차 물량이 공개됐다. 6월 8일, 세 번째 배치가 공개되었다. 2022년 6월 9일 네 번째 배치가 공개되었다. 이튿날 마지막과 다섯 번째 배치가 공개됐다.

## 출연진
- 카트리오나 그레이 – 메인MC
- KZ 탄딩안 – 보컬 멘토
- 샨티 도프 – 랩 멘토
- 브라이언 푸스포스 – 댄스 멘토
- 알비 카지노 – MC
- 유키이 타카하시 – MC

## 참가자
| 이름              | 캐치프레이즈                   | 고향                    | 메모                                   |
| ----------------- | ------------------------------ | ----------------------- | -------------------------------------- |
| 애쉬 리베라       | 바기오의 수줍은 녀석           | 바기오 시티             | 빈칸                                   |
| 브라이언 자모라   | 마카티의 힙한 귀염둥이         | 마카티 시티             | 빈칸                                   |
| 체이스 페랄타     | 카티푸난의 에이스 댄서         | 카티푸난시              | 빈칸                                   |
| 클라이드 가르시아 | '일로코스의 뮤지컬 가이        | 일로코스                | 빈칸                                   |
| 딘 비야레알       | 불라칸의 용기 있는 빵집 주인   | 불라칸                  | NEW STYLE의 멤버                       |
| 데이브 보노       | 톤도의 노력하는 드리머         | 마닐라 톤도             | 빈칸                                   |
| 덴버 달만         | 세부 다이내믹 듀드             | 세부시티                | 빈칸                                   |
| 엘.엘. 멘도사     | 바탕가스의 댄싱 라이더         | 바탕가스 시             | 빈칸                                   |
| 프랜시스 림       | 칼루칸의 치니토 챠머           | 칼루칸 시티             | 홈워크즈 엔터테인먼트 소속 전 아티스트 |
| 가브 살바도르     | 바탕가스의 작곡가 친구         | 바탕가스                | 빈칸                                   |
| 길리 구즈만       | 케손시티의 댄스플로어 캠프     | 케손시티                | 빈칸                                   |
| 하비 카스트로     | 바탄의 강인한 모델             | 바탄                    | 모델                                   |
| 제이 곤잘레스     | 만달루용의 온라인 핫샷         | 만달루용시              | 빈칸                                   |
| 야셀 발렌시아     | 마닐라의 불타는 댄서           | 마닐라시                | 빈칸                                   |
| JC 다실로         | 불라칸의 활기찬 꼬마           | 불라칸                  | 빈칸                                   |
| 제프 카브레라     | 친절한 세부 고게터             | 세부시티                | 빈칸                                   |
| 존 로렐레스       | 스페인의 재능있는 히조         | 스페인                  | 빈칸                                   |
| 조슈엘 파하르도   | 쿠웨이트의 멋진 스케이터보이   | 쿠웨이트 시티, 쿠웨이트 | Z-BOYS 멤버                            |
| 저스틴 카스티용   | Cavite의 Crooner 웹 개발자     | 카비테 시티             | 빈칸                                   |
| 켄조 바티스타     | 불라칸의 젠틀 스트라이커       | 불라칸                  | 빈칸                                   |
| 김화응            | 바콜로드의 매력적인 인플루언서 | 바콜로드 시티           | 코너스톤 엔터테인먼트 소속 아티스트    |
| 렉스 레예스       | 불라칸의 Swagger               | 불라칸                  | 빈칸                                   |
| 맷 크루즈         | 비콜의 멋진 형                 | 비콜                    | 빈칸                                   |
| 니코 바다요스     | 바콜로드의 댄스 플로어 매력    | 바콜로드                | 빈칸                                   |
| 로이 콘셉시온     | 불라칸의 파이터 싱어-래퍼      | 불라칸                  | 빈칸                                   |
| RZ 콘도르         | '세부의 신비한 소년            | 세부시티                | 빈칸                                   |
| 태너 주드         | 케손 시티의 용감한 덩어리      | 케손 시티               | 빈칸                                   |
| 티모시 티우       | 퀘존시티의 스웨기 치노이       | 케손 시티               | 빈칸                                   |
| 트릭 산토스       | 똑똑한 칼루칸의 신인           | 칼루칸 시티             | 빈칸                                   |
| 셉 에레라         | 라구나의 모든 스테이크 달성자  | 라구나 시티             | 아스테리스 엔터테인먼트 소속 배우      |